# 大檐帽

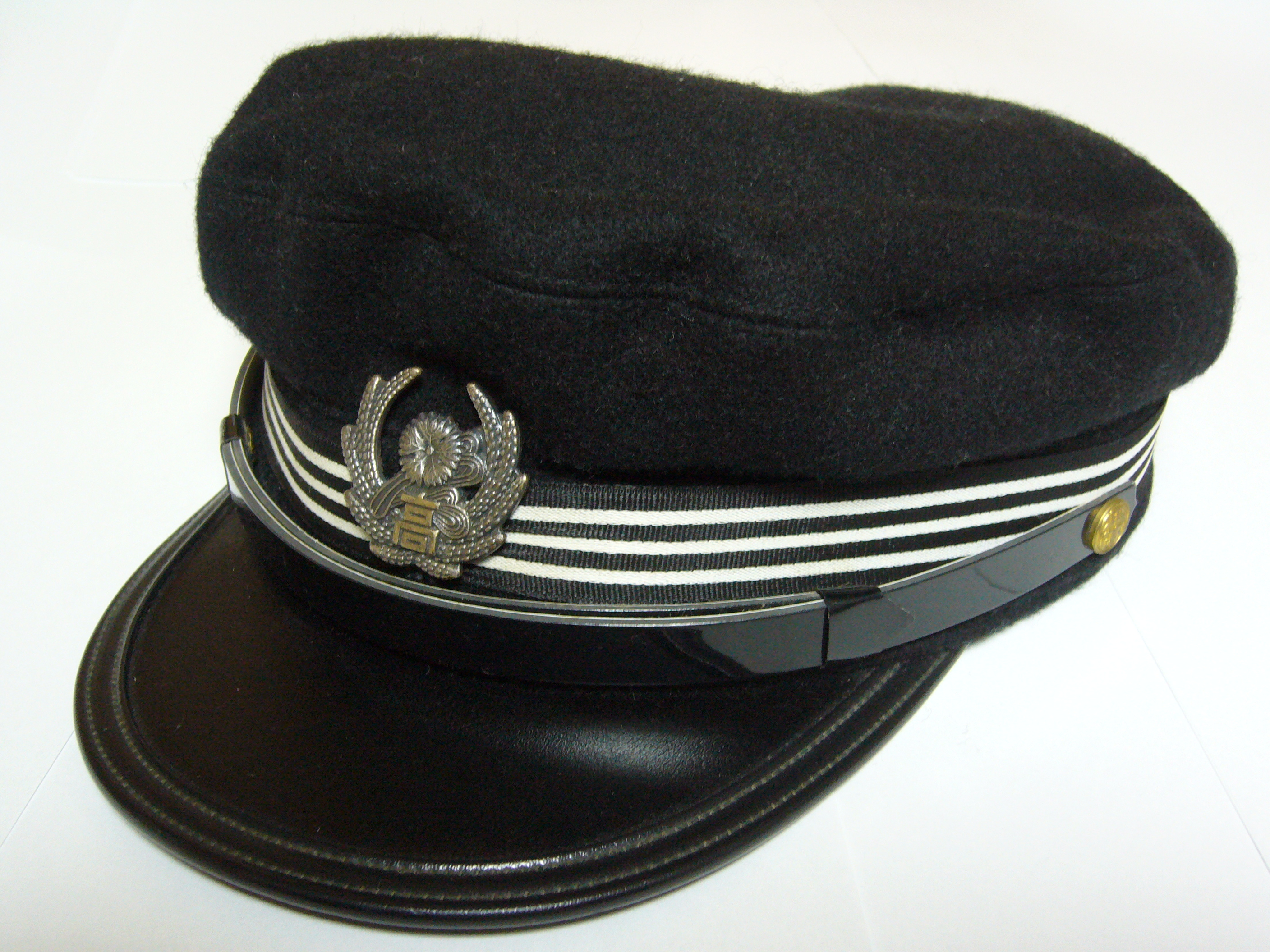
一頂日本學生帽（圖為鹿兒島縣立甲南高等學校的帽子）

大檐帽，或稱之為軍警帽，一種類似四方帽而有帽簷的帽子，常用於學生、軍人、警員、公務員及飛行員、列車駕駛、列車長、船長等交通運輸從業人員，通常在正式典禮與工作時戴著，並需穿著制服。大檐帽常常是軍警身份的象徵，但往往会限制视野，奔跑或仰望必须脱帽。否则将会带来很大的限制。
其實軍警用帽子有多種，也有貝雷帽、棒球帽、船形帽、漁夫帽、熊皮帽、宋谷帽、軍笠、鋼盔甚至是自由之帽等，但此帽的形象最鮮明，廣為人知。軍官、警官的帽簷上往往繪製有穗狀圖案，俗稱「帽子開花」，一般士兵、警員則無。
這種帽子也是很多地方學生專用的帽子，顏色和樣式因校而異，例如是日本制服的一環。臺灣戒嚴時期各高級中學的男學生都必須戴這種帽子，尤其是軍訓課必戴，解除戒嚴後，此帽子也不再被各校使用，現在各校中學生制服中的帽子，往往是棒球帽（男生）或者巴拿馬帽（女生）。

## 另見
- 四方帽